# Jelena Wladimirowna Kondakowa
Jelena Wladimirowna Kondakowa (russisch Елена Владимировна Кондакова; * 30. März 1957 in Mytischtschi bei Moskau, Russische SFSR) ist eine ehemalige russische Kosmonautin. 

## Leben
Sie war bei ihrem Start mit Sojus TM-20 die dritte  sowjetische bzw. russische Frau im Weltall und die erste Frau überhaupt, die an einer Langzeitmission teilnahm. 1997 startete sie noch einmal mit STS-84 ins All. Sie verbrachte während ihrer Missionen insgesamt 178 Tage, 10 Stunden und 41 Minuten im All.
Von 1999 bis 2011 war Kondakowa Abgeordnete der russischen Duma. Seit 2012 ist sie Handelsvertreterin Russlands in der Schweiz.

## Privates
Kondakowa war von 1985 bis zu seinem Tod 2022 mit dem Kosmonauten Waleri Rjumin verheiratet. Die beiden haben eine gemeinsame Tochter, Rjumin brachte zwei weitere Kinder mit in die Ehe.